# Mercenários suíços

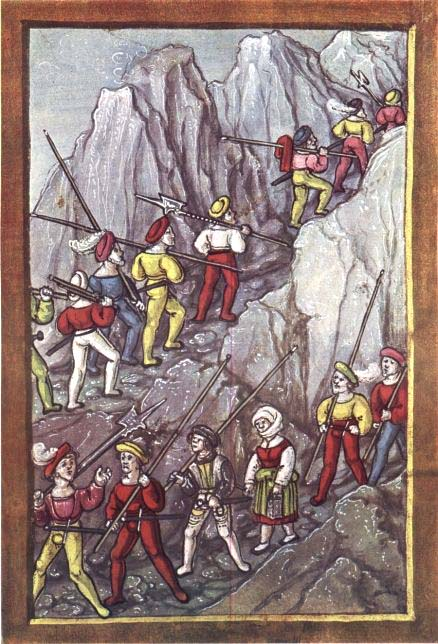
Mercenários suíços cruzam os Alpes (Luzerner Schilling)

Mercenenários suíços (Reisläufer) foram soldados notáveis por seus serviços em vários exércitos estrangeiros, especialmente junto às tropas francesas, através a Idade Moderna européia, desde o final da Baixa Idade Média até o Iluminismo. Prestavam serviços de mercenários que tiveram seu apogeu durante a Renascença, quando suas capacidades demonstradas em campos de batalha os fizeram a tropa mercenária mais procurada de então.

## Predomínio de Mercenários suíços
Durante a Idade Média as forças mercenárias cresceram em importância na Europa, como os veteranos da Guerra dos Cem Anos e de outros conflitos, que tornavam a atividade bélica como profissão ao invés duma atividade temporária, e os senhores buscavam profissionais que atuassem em longo prazo, ao invés do serviço esporádico e recrutamentos de súditos despreparados, para lutarem em suas guerras. 
Os Mercenários suíços foram preferidos ao longo dos finais da Idade Média europeu, graças ao determinante ataque em massa que faziam, por meio de longas colunas de lanceiros, piqueiros e alabardeiros. A preferência pelos suíços dava-se porque os contingentes mercenários ali podiam ser contratados por simples contrato com os governos locais - os vários cantões tinham uma forma de milícias locais às quais os soldados permaneciam ligados em serviço, recebendo treinamento e o equipamento necessário. Cumpre notar que tropas independentes, além de contratos individuais também serem praticados, em pequenos bandos. 
Sua reputação foi gradualmente desenvolvida ao longo da história européia como soldados qualificados, em especial em face da defesa que empreenderam do próprio território, no século XIII, contra os Habsburgo de Áustria, impingindo derrotas aos bem armados cavaleiros nas batalhas de Morgaten e Laupen. Ela cresceu por conta de posteriores campanhas vitoriosas de expansão regional (principalmente na Itália). Antes do século XV já gozavam de grande fama, que apenas se reiterava em lutas como as travadas nas Guerras da Burgúndia, no final do século. Como resultado, tropas de homens, hora agindo na defesa dos seus cantões, hora independentemente, marchavam para terras estrangeiras na defesa de causas alheias, mediante pagamento. O termo nativo que os designa - Reisläufer - quer dizer, em alto-alemão "um que vai à guerra", sendo que Reise significava, literalmente, campanha militar.
Os suíços, como seus ataques de alto-abaixo em colunas enormes com longos piques, não faziam prisioneiros, e buscava a vitória sempre, foram grandemente temidos e exemplo de admiração. Machiavelli refere-se ao seu sistema de ataque, em O Príncipe. Os Reis de Valois de França considerava impossível partir para o campo de batalha sem os piqueiros suíços como núcleo da infantaria de seus exércitos (embora seja frequentemente chamados de "piqueiros", as tropas mercenárias suíças tinham também entre os seus os alabardeiros e até durante várias décadas do século XVI, pequeno número de arqueiros, besteiros ou armas de fogo rudimentares (canhões de mão e arcabuzes), que abriam caminho para o avanço rápido da coluna de ataque)
Os jovens eram atraídos para a luta, e por vezes até a morte, em serviço estrangeiro, por conta das grandes recompensas financeiras que a Suíça, eminentementemente agrícola, não proporcionaria, mas também pela aventura, pelo orgulho da reputação de ser um soldado suíço e, finalmente, como aponta o historiador militar Sir Charles William Chadwick Oman, o puro amor ao combate e à guerra em si mesma, forjada em dois séculos de conflitos.

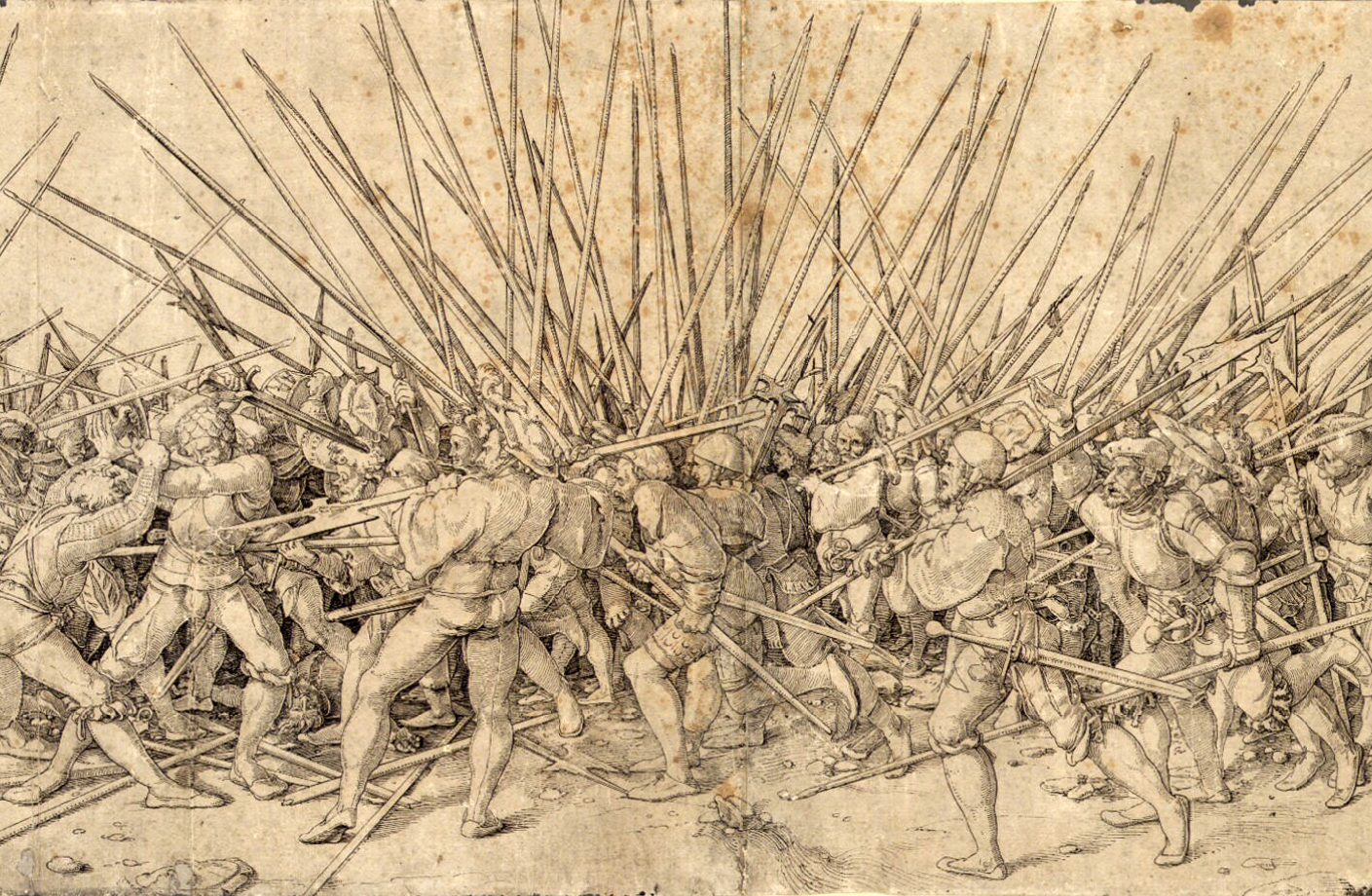
"Louca Guerra." (Hans Holbein, o Jovem)

## Os suíços e osLansquenêsnasGuerras Italianas

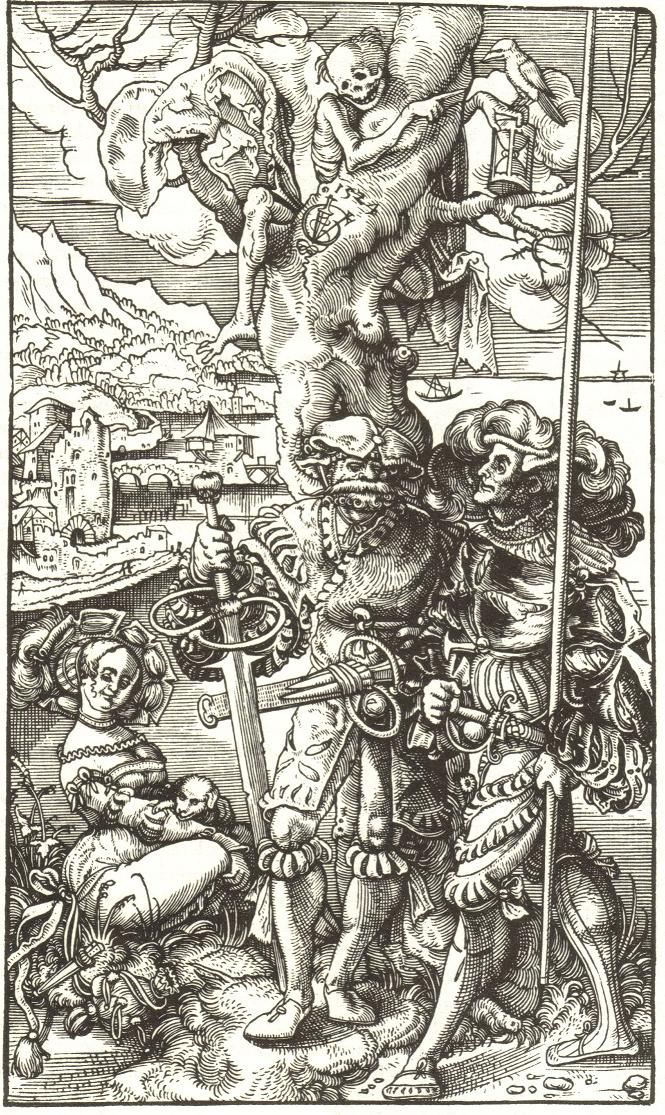
Mercénario e prostituta Suiça

Até por volta de 1490 os suíços tiveram uma espécie de monopólio dos serviços mercenários de píqueiros. Mas, após esta data, passaram a ser frequentemente copiados, principalmente pelos chamados Landsknechts alemães (no começo, a maioria advindos da Suábia), que usavam das táticas suíças e reforçavam os exércitos europeus durante décadas. Embora os lansquenês não fossem tão formidáveis quanto os suíços, eram mais facilmente disponíveis para contrato, sobretudo porque depois de 1515 a Suíça empenhou-se em manter sua neutralidade - enquanto os lansquenês lutavam apenas objetivando o pagamento, mesmo que fosse contra seus próprios senhores do Sacro Império Romano-Germânico, e algumas vezes até contra si mesmos. Esses soldados logo ultrapassaram os suíços na resplandecência de seu uniforme e equipamentos militares.

### Filme
- Schweizer im Spanischen Bürgerkrieg (Os Suíços na Guerra das Comunidades Espanhola), Director Richard Dindo, 1974.